# Argir
Isaac Argir (en llatí Isaac Argyrus, en grec Ισαάκ Αργυρός) fou un monjo grec que va viure als voltants de l'any 1373, autor d'un gran nombre d'obres, de les quals només se n'ha publicat una, dedicada a Andrònic, el prefecte de la ciutat d'Enos (Aenos) a Tessàlia, i que tracta sobre la manera de l'època en què s'havia de celebrar la Pasqua, titulat πασχάλιος κανών.